# Ctenotus nasutus
Ctenotus nasutus este o specie de șopârle din genul Ctenotus, familia Scincidae, descrisă de Storr 1969. Conform Catalogue of Life specia Ctenotus nasutus nu are subspecii cunoscute.